# Фор, Поль (поэт)
Поль Фор (фр. Paul Fort, 1872—1960) — французский поэт, реформатор литературы, представитель символизма.

## Биография
Поль Фор родился 1 февраля 1872 году в Реймсе (Марна).
В 1890 году основал и возглавил Théâtre d’Art («Театр искусства»). В 1897—1908 годах годах опубликовал несколько циклов стихов, написанных ритмической прозой, под общим заглавием Les ballades françaises («Французские баллады»). В 1912 годах по результатам опросов был признан «Принцем поэтов». В марте 1914 года был в России, посетил литературно-артистическое кабаре «Бродячая собака», где прочёл ряд конферансов. Издал статью о «Бродячей собаке» и, по свидетельствам присутствующих, заявил, что если «Бродячую собаку» можно было перенести в Париж, она заняла бы первое место по артистическому напряжению.
Фор скончался 20 апреля 1960 года в городе Монлери (Эссонна).
Ж. Брассенс написал несколько песен на стихи Фора, а также записал пластинку, на которой читал произведения поэта.

## Издания
- Les chroniques de France (1922—1949)
- Mes Mémoires. Paris : Flammarion. 1944. In-16e (185 x 120), 235 p.

### Поэзия
- Les ballades françaises (environ 40 volumes) (de 1896 à 1949)

### Пьесы
- Louis XI, curieux homme (1921)
- Ysabeau (1924)
- Guillaume le Bâtard (1928)

### Другое
В фильме Если бы нам рассказали о Париже (1956) режиссера Саши Гитри, Поль Фор снимается в роли самого себя.

### Издания на русском
- Баллада //Торжественный привет: Стихи зарубежных поэтов в пер. В.Брюсова. М., 1977. С.159;
- Моя радость в траву упала; Мой портрет //Тень деревьев: Стихи зарубежных поэтов в пер. И.Эренбурга. М., 1969. С.122-123;
- [Стихи] /Пер. К. Д. Бальмонта //Бальмонт К. Д. Из мировой поэзии. Берлин, 1921. С. 177—181;
- [Стихи] /Пер. Ю.Стефанова, Ю.Денисова //Западноевропейская поэзия XX века. М., 1977. С.534-537. (Б-ка всемир. лит.).